# Йосіда Саорі
Саорі Йосіда (яп. 吉田 沙保里, 5 жовтня 1982) — японська борчиня, триразова олімпійська чемпіонка, тринадцятиразова чемпіонка світу.

## Життєпис
Боротьбою почала займатися з 1986 року. Чемпіонка світу серед кадетів 1998 та 1999 років. Чемпіонка світу серед юніорів 2000 та 2001 років.
Тренер — Кадзухіто Сакае (з 2000).

## Спортивні результати на міжнародних змаганнях

### Виступи на Олімпіадах
| Змагання                    | Збірна | Вагова категорія          | Місце  |
| --------------------------- | ------ | ------------------------- | ------ |
| Літні Олімпійські ігри 2004 | Японія | жіноча боротьба, до 55 кг | Золото |
| Літні Олімпійські ігри 2008 | Японія | жіноча боротьба, до 55 кг | Золото |
| Літні Олімпійські ігри 2012 | Японія | жіноча боротьба, до 55 кг | Золото |
| Літні Олімпійські ігри 2016 | Японія | жіноча боротьба, до 53 кг | Срібло |

### Виступи на Чемпіонатах світу
| Змагання                        | Збірна | Вагова категорія          | Місце  |
| ------------------------------- | ------ | ------------------------- | ------ |
| Чемпіонат світу з боротьби 2002 | Японія | жіноча боротьба, до 55 кг | Золото |
| Чемпіонат світу з боротьби 2003 | Японія | жіноча боротьба, до 55 кг | Золото |
| Чемпіонат світу з боротьби 2005 | Японія | жіноча боротьба, до 55 кг | Золото |
| Чемпіонат світу з боротьби 2006 | Японія | жіноча боротьба, до 55 кг | Золото |
| Чемпіонат світу з боротьби 2007 | Японія | жіноча боротьба, до 55 кг | Золото |
| Чемпіонат світу з боротьби 2008 | Японія | жіноча боротьба, до 55 кг | Золото |
| Чемпіонат світу з боротьби 2009 | Японія | жіноча боротьба, до 55 кг | Золото |
| Чемпіонат світу з боротьби 2010 | Японія | жіноча боротьба, до 55 кг | Золото |
| Чемпіонат світу з боротьби 2011 | Японія | жіноча боротьба, до 55 кг | Золото |
| Чемпіонат світу з боротьби 2012 | Японія | жіноча боротьба, до 55 кг | Золото |
| Чемпіонат світу з боротьби 2013 | Японія | жіноча боротьба, до 55 кг | Золото |
| Чемпіонат світу з боротьби 2014 | Японія | жіноча боротьба, до 53 кг | Золото |
| Чемпіонат світу з боротьби 2015 | Японія | жіноча боротьба, до 53 кг | Золото |

### Виступи на Чемпіонатах Азії
| Змагання                       | Збірна | Вагова категорія          | Місце  |
| ------------------------------ | ------ | ------------------------- | ------ |
| Чемпіонат Азії з боротьби 2004 | Японія | жіноча боротьба, до 55 кг | Золото |
| Чемпіонат Азії з боротьби 2005 | Японія | жіноча боротьба, до 55 кг | Золото |
| Чемпіонат Азії з боротьби 2007 | Японія | жіноча боротьба, до 55 кг | Золото |
| Чемпіонат Азії з боротьби 2008 | Японія | жіноча боротьба, до 55 кг | Золото |

### Виступи на Азійських іграх
| Змагання           | Збірна | Вагова категорія          | Місце  |
| ------------------ | ------ | ------------------------- | ------ |
| Азійські ігри 2002 | Японія | жіноча боротьба, до 55 кг | Золото |
| Азійські ігри 2006 | Японія | жіноча боротьба, до 55 кг | Золото |
| Азійські ігри 2010 | Японія | жіноча боротьба, до 55 кг | Золото |
| Азійські ігри 2014 | Японія | жіноча боротьба, до 55 кг | Золото |

### Виступи на Кубках світу
| Змагання                    | Збірна | Вагова категорія          | Місце  |
| --------------------------- | ------ | ------------------------- | ------ |
| Кубок світу з боротьби 2003 | Японія | жіноча боротьба, до 55 кг | Золото |
| Кубок світу з боротьби 2004 | Японія | жіноча боротьба, до 55 кг | Золото |
| Кубок світу з боротьби 2005 | Японія | жіноча боротьба, до 55 кг | Золото |
| Кубок світу з боротьби 2006 | Японія | жіноча боротьба, до 55 кг | Золото |
| Кубок світу з боротьби 2012 | Японія | жіноча боротьба, до 55 кг | Срібло |
| Кубок світу з боротьби 2014 | Японія | жіноча боротьба, до 53 кг | Золото |

### Виступи на Чемпіонатах світу серед студентів
| Змагання                                        | Збірна | Вагова категорія          | Місце  |
| ----------------------------------------------- | ------ | ------------------------- | ------ |
| Чемпіонат світу з боротьби серед студентів 2002 | Японія | жіноча боротьба, до 59 кг | Золото |
| Чемпіонат світу з боротьби серед студентів 2005 | Японія | жіноча боротьба, до 55 кг | Золото |

### Виступи на змаганнях молодших вікових груп
| Змагання                                      | Збірна | Вагова категорія          | Місце  |
| --------------------------------------------- | ------ | ------------------------- | ------ |
| Чемпіонат світу з боротьби серед кадетів 1998 | Японія | жіноча боротьба, до 52 кг | Золото |
| Чемпіонат світу з боротьби серед кадетів 1999 | Японія | жіноча боротьба, до 56 кг | Золото |
| Чемпіонат світу з боротьби серед юніорів 2000 | Японія | жіноча боротьба, до 58 кг | Золото |
| Чемпіонат світу з боротьби серед юніорів 2001 | Японія | жіноча боротьба, до 58 кг | Золото |